# Richland Hills, Texas
Richland Hills là một thành phố thuộc quận Tarrant, tiểu bang Texas, Hoa Kỳ. Năm 2010, dân số của xã này là 7801 người.

## Dân số
- Dân số năm 2000: 8132 người.
- Dân số năm 2010: 7801 người.